# Gaston Cyprès
Gaston Cyprès (La Cornuaille, 19 novembre 1884 – 18 agosto 1925) è stato un calciatore francese, di ruolo centrocampista.

## Carriera

### Club
Tra il 1903 e il 1909 ha giocato per il CA Paris.

### Nazionale
Ha collezionato 6 presenze con la propria Nazionale.